# Доброжелательность
Доброжелательность — эмоционально-нравственная характеристика и черта личности, которая проявляется в готовности помогать другим, проявлять понимание и уважение к взглядам и чувствам, и внимательно относиться к потребностям и благополучию. Включает в себя черты, такие как эмпатия, скромность и нравственность, является важным компонентом социального потенциала общества. Исследования выделяют «альтруизм» как ключевую черту доброжелательности, представляя готовность к бескорыстной помощи. Кроме того, ассоциируется с чертами «сочувствие», «открытость», «отзывчивость» и «терпимость», обогащая связанные понятие. Чувство и желание созидать пользу часто важно для оценки и развития личностных черт, имеет значимость в тех областях, где ценятся и уважаются доброта, моральная поддержка и эмоциональный интеллект.

## Определение и виды
Слово «доброжелательность» происходит от слова «добро», которое означает благо, пользу, хорошее качество или свойство и означает желание делать добро другим людям, а также способность видеть добро в них, проявлять участие, создавать расположение. Тесно связана с такими понятиями, как сострадание и благотворительность. Однако не ограничивается только этими аспектами, а является более общим и универсальным понятием, которое объединяет все формы добра. В словаре Ожегова, доброжелательный определяется как «желающий добра, готовый содействовать благополучию других, благожелательный».
В межличностном общении выражается через внешние признаки приветливости и вежливости, как показано в речевом этикете. Создаёт доверительные отношения, придаёт свойство «понимать незаинтересованные отношения скорее как дружественные» и устанавливает коммуникативное равенство. Проявляется в тактиках диалога, таких как приветствие, благопожелание и дополнительных жестах поддержки, улыбка, внимание к партнёру и требует искренности, опыта переживания любви, иначе становится фальшивой.
Доброжелательность играет важную роль в сфере человеческой психологии и межличностных отношений, так как связана с самооценкой и моральными нормами. Суть легче всего представить через рассмотрение лексем «добро» и «желание». «Добро» олицетворяет положительное, приносящее пользу как духовное, так и материальное благополучие. «Желание» представляет собой внутреннее стремление или влечение к чему-либо. Словосочетание объединяет данные аспекты, выражая положительное устремление к благополучию как для себя, так и для других в моральном и материальном смысле. И представляет собой состояние, включающее осознанный взгляд и желание человека или группы лиц совершить действия, направленные на созидание пользы в окружающий мир. Проявление заботы, ответственности, уважения и знаний в отношении происходящего, демонстрируя готовность сотрудничать и делать добро как для пользы, так и для блага может быть рассмотрена как одна из частей составляющих понятие «любовь», которая базируется на желании достижения всеобщего благополучия. Концепт в искренней подаче добра олицетворяет важное понимание моральных ценностей, убеждений и взаимодействия.
Проявление доброжелательности в разных формах:
- Маленькие поступки — простые и ежедневные способы выражать доброжелательность к другим людям, например: улыбка, комплимент, умение выслушать, поддержка, помощь, подарок, благодарность. Такие поступки могут казаться незначительными, но они имеют большое значение для того, кто их получает, а также для того, кто их делает. Способствуют улучшению настроения, укреплению отношений, повышению самооценки и снижению стресса.
- Большие поступки —  более значительные и редкие способы выражать доброжелательность к другим людям, например: жертва, спасение, защита, дарение, прощение, примирение. Требуют большего усилия, риска или отказа от собственных интересов во имя блага других. Свидетельствуют о высокой моральности, силе духа и гуманизме человека, а также влияют на общественное мнение и социальный прогресс.
- К близким людям — способность быть добрым к своим родным, друзьям, партнёрам, коллегам и другим людям, с которыми присутствуют личные или профессиональные связи. Уважение чужой личности, оценка достоинства, поддержка в трудностях, сопереживание и чувство радости, по отношению к успехам окружающих, доверие и верность. Основа семейной жизни, дружбы и сотрудничества.
- К незнакомцам —  доброта, к людям, которых мы не знаем лично или которые отличаются от нас по каким-то признакам (например, национальность, религия, политика, внешность). Означает, не проявлять предубеждения, агрессии или равнодушия к ним, а наоборот — быть открытым, вежливым и готовым помочь им при необходимости, проявление толерантности, многообразия и мира, в окружающей действительности.
- К животным и природе —  выражение добра, по отношению к другим живым существам и окружающей среде. Желание, не причинять им вреда, а заботиться о них, защищать от угроз, уважать права и потребности. Является выражением любви, к жизни и ответственности, за будущее планеты «Земля».

## Развитие и эффекты
Как черта личности, играет значительную роль в формировании ценностных ориентаций и поведенческих предпочтений человека. Исследования показывают, что высокий уровень доброжелательности положительно связан с ценностями, связанными с традициями и поддержкой благополучия окружающих. Люди с выраженной характеристикой обычно проявляют заботу о других и стремятся к сохранению культурных обычаев. Однако, могут проявлять отрицательное отношение к ценностям, связанным с властью и достижениями, так как предпочтения скорее направлены на общественное благополучие, нежели на личные амбиции.
Доброжелательность является постоянно меняющейся чертой личности, может развиваться и совершенствоваться с помощью различных практик. Некоторые из них:
- Медитация — сосредоточение внимания на определённом объекте (например, дыхании) или состоянии (например, спокойствии) с целью достижения психического равновесия и осознанности. Медитация помогает развивать доброжелательность, так как она улучшает эмоциональную регуляцию, снижает стресс и анксиозность, повышает самосострадание и эмпатию к другим[7]. Существуют разные виды медитации, которые специально направлены на развитие доброжелательности, например: метта-медитация (медитация любящей доброты), каруна-медитация (медитация сострадания), мудита-медитация (медитация сорадования) и упеккха-медитация (медитация безразличия к чужому злу)[7].
- Чтение литературы — восприятие и анализ текстов, которые содержат информацию, идеи, сюжеты и персонажи. Помогает развивать доброжелательность, так как оно расширяет кругозор, стимулирует воображение, улучшает критическое мышление, формирует ценности и учения. Позволяет вживаться в положение других людей, понимать их мотивы, чувства и поступки, а также сопереживать им или осуждать их[8]. Жанры литературы, которые способствуют развитию доброжелательности, например: художественная литература, биографии, мемуары, эссе, поэзия.
- Обучение навыкам общения — изучение и применения правил и стратегий, которые помогают эффективно и приятно общаться с другими людьми. Предоставляет возможность развивать доброжелательность, так как оно улучшает слуховое восприятие, вербальное и невербальное выражение, аргументацию и убеждение, конструктивное решение конфликтов. Способствует установлению и поддержанию хороших отношений с другими людьми, а также предотвращению или уменьшению негативных эмоций, таких как гнев, обида или обидчивость[9]. Методы обучения навыкам общения, например: тренинги, курсы, книги, видео.
- Волонтёрство — это практика добровольного и безвозмездного участия в различных социальных проектах или организациях, которые направлены на помощь нуждающимся людям или животным. Помогает развивать доброжелательность, так как оно требует от человека проявления инициативы, ответственности, сотрудничества и самоотдачи. Также, обеспечивает возможность познакомиться с новыми людьми, узнать о проблемах и потребностях других, оказать реальную помощь и поддержку людям[9]. Виды волонтёрства, например: экологическое, медицинское, образовательное, культурное.

## Выгода и польза
Доброжелательность имеет множество положительных эффектов как для дарителя, так и для получателя:
- Для дарителя — повышает уровень счастья, удовлетворённости жизнью, самоуважения и самоэффективности, снижает уровень стресса, депрессии и одиночества, укрепляет иммунитет и здоровье, способствует личностному росту и развитию.
- Для получателя — улучшает настроение, самочувствие, мотивацию и надежду, снижает страдания, бедность и несправедливость, укрепляет доверие, уважение и признательность, способствует социальной интеграции и адаптации.